# Jéssica Carvalho
Jéssica Souza de Carvalho (Parnaíba, 10 de Julho de 1996) é uma miss, modelo e estudante de medicina que adquiriu notoriedade em solo nacional ao obter a vitória no tradicional certame feminino de Miss Mundo Brasil em sua edição de 2018, realizado no dia 11 de agosto do mesmo ano em Angra dos Reis, no Rio de Janeiro. Com 22 anos, Jéssica é a 1ª nordestina a ganhar a competição em 25 anos e a primeira sob a gestão de Henrique Fontes, além de ser a 1ª do Estado do Piauí a ganhar a competição. 

## Sobre
Nascida e criada em Parnaíba, Jéssica cursa o décimo período de Medicina na Faculdade "Facid Wyden" e atua como residente no Hospital de Urgência de Teresina "Prof. Zenon Rocha". 

## Resumo de Competições
| Concurso                             | Representação | Ano  |
| ------------------------------------ | ------------- | ---- |
| Miss Parnaíba BE Emotion (Vencedora) | —             | 2017 |
| Miss Piauí BE Emotion (2º. Lugar)    | Parnaíba      | 2017 |
| Miss Piauí CNB (Indicada)            | Parnaíba      | 2018 |
| Miss Brasil CNB (Vencedora)          | Piauí         | 2018 |
| Miss Mundo                           | Brasil        | 2018 |